# Юкспорит
Юкспорит (англ. Yuksporite, Juxporite) — редкий минерал из группы силикатов. Назван по месту первого обнаружения (гора Юкспор, Хибины, Кольский полуостров, Россия).

## Свойства
Юкспорит — минерал с шелковистым блеском. Имеет твердость по шкале Мооса 5. Встречается в виде чешуйчато-волокнистых выделений в щелочных горных породах. Юкспорит открыт в 1922 году.

## Название на других языках
- нем. Yuksporit, Juxporit;
- исп. Yuksporita, Juxporita;
- англ. Yuksporite, Juxporite.